# Laza (Spagna)
Laza è un comune spagnolo di 1 904 abitanti situato nella comunità autonoma della Galizia.